# راكيش موهان
راكيش موهان (بالإنجليزية: Rakesh Mohan)‏ هو اقتصادي هندي، ولد في 14 يناير 1948 في أتر برديش في الهند.